# Javadoc
Javadoc — генератор документации в HTML-формате из комментариев исходного кода на Java от Sun Microsystems. Javadoc — стандарт для документирования классов Java. Большинство сред разработки программного обеспечения автоматически генерируют HTML-документацию, используя Javadoc.
Javadoc также предоставляет API для создания доклетов и тэглетов, которые позволяют программисту анализировать структуру Java-приложения.

## Применение
Комментарии документации применяют для:
- документирования классов,
- интерфейсов,
- полей (переменных),
- конструкторов,
- методов,
- пакетов.

В каждом случае комментарий должен находиться перед документируемым элементом.
| Список дескрипторов Javadoc                              | Список дескрипторов Javadoc                               | Список дескрипторов Javadoc   |
| Дескриптор                                               | Описание                                                  | Применим к                    |
| -------------------------------------------------------- | --------------------------------------------------------- | ----------------------------- |
| @author                                                  | Автор                                                     | класс, интерфейс              |
| @version                                                 | Версия. Не более одного дескриптора на класс              | класс, интерфейс              |
| @since                                                   | Указывает, с какой версии доступно                        | класс, интерфейс, поле, метод |
| @see                                                     | Ссылка на другое место в документации                     | класс, интерфейс, поле, метод |
| @param                                                   | Входной параметр метода                                   | метод                         |
| @return                                                  | Описание возвращаемого значения                           | метод                         |
| @exception имякласса описание @throws имякласса описание | Описание исключения, которое может быть послано из метода | метод                         |
| @deprecated                                              | Описание устаревших блоков кода                           | класс, интерфейс, поле, метод |
| {@link reference}                                        | Ссылка                                                    | класс, интерфейс, поле, метод |
| {@value}                                                 | Описание значения переменной                              | статичное поле                |

Для документирования переменной можно использовать следующие дескрипторы:
@see, @serial, @serialField, {@value}, @deprecated.
Для классов и интерфейсов можно использовать дескрипторы:
@see, @author, @deprecated, @param, @version.
Методы можно документировать с помощью дескрипторов:
@see, @return, @param, @deprecated, @throws, @serialData, {@inheritDoc}, @exception.
Дескрипторы {@link}, {@docRoot}, {@code}, {@literal}, @since, {@linkplain} могут применяться где угодно.

## Пример
Пример использования разметки Javadoc для документирования метода . Типы переменных указывать не нужно.
```
 
/**

  * <p>Проверяет, допустимый ли ход.</p>

  * <p>Например, чтобы задать ход e2-e4, напишите isValidMove(5,2,5,4);

  * Чтобы записать рокировку, укажите, откуда и куда ходит король.

  * Например, для короткой рокировки чёрных запишите isValidMove(5,8,7,8);</p>

  *

  * @param fromCol Вертикаль, на которой находится фигура (1=a, 8=h)

  * @param fromRow Горизонталь, на которой находится фигура (1...8)

  * @param toCol   Вертикаль клетки, на которую выполняется ход (1=a, 8=h)

  * @param toRow   Горизонталь клетки, на которую выполняется ход (1...8)

  * @return true, если ход допустим, и false, если недопустим

  */

  
boolean
 
isValidMove
(
int
 
fromCol
,
 
int
 
fromRow
,
 
int
 
toCol
,
 
int
 
toRow
)
 
{

      
.
 
.
 
.

  
}

```

### Статьи
- Теория и практика Java: Мне нужно задокументировать ЭТО? (недоступная ссылка)
- Skipy.ru: Записки трезвого практика -> Полезное -> Создание собственных тегов javadoc